# 1794
| [ Edytuj tabelę ]              | |
| Król Polski                    | - 1764 Stanisław August Poniatowski 1795                                                                                                 |
| Emir Afganistanu               | - 1793 Zaman Szah Durrani 1801 |
| Współksiążęta Andory           | - 1785 Josep de Boltas 1795 |
| Arcyksiążę Austrii             | - 1792 Franciszek II Habsburg 1804 |
| Elektor Bawarii                | - 1777 Karol Teodor 1799 |
| Sułtan Brunei                  | - 1762 Omar Ali Saifuddin I 1795 |
| Cesarz Chin                    | - 1735 Qianlong 1796 |
| Król Czech                     | - 1792 Franciszek II Habsburg 1835 |
| Król Danii                     | - 1766 Chrystian VII 1808 |
| Dalajlama                      | - 1758 Jamphel Gjaco 1804 |
| Król Gruzji                    | - 1762 Herakliusz II 1798 |
| Król Hiszpanii                 | - 1788 Karol IV 1808 |
| Stadhouder Holandii            | - 1751 Wilhelm V Orański 1795 |
| Szach Iranu                    | - 1789 Lotf Ali Chan 1794 - 1794 Agha Mohammad Chan 1797                                                                                 |
| Państwo Wielkich Mogołów       | - 1759 Shah Alam II 1806 |
| Król Irlandii                  | - 1760 Jerzy III Hanowerski 1820 |
| Cesarz Japonii                 | - 1779 Kōkaku 1817 |
| Kalif                          | - 1789 Selim III 1807 |
| Patriarcha Konstantynopola     | - 1789 Neofit VII 1794 - 1794 Gerazym III 1797                                                                                           |
| Władca Korei                   | - 1776 Chŏngjo 1800 |
| Książę Kurlandii i Semigalii   | - 1769 Piotr Biron 1795 |
| Emir Kuwejtu                   | - 1762 Abd Allah I 1814 |
| Książę Liechtensteinu          | - 1781 Alojzy I 1805 |
| Sułtan Maroka                  | - 1792 Maulaj Sulajman 1822 |
| Król Nepalu                    | - 1777 Rana Bahadur 1799 |
| Król Norwegii                  | - 1784 Fryderyk VI 1814 |
| Sułtan Omanu                   | - 1792 Sultan ibn Ahmad 1804 |
| Elektor Palatynatu             | - 1742 Karol IV Teodor 1799 |
| Papież                         | - 1775 Pius VI 1799 |
| Książę Parmy i Piacenzy        | - 1765 Ferdynand 1802 |
| Król Portugalii                | - 1777 Maria I 1816 |
| Król Prus                      | - 1786 Fryderyk Wilhelm II 1797 |
| Car Rosji                      | - 1762 Katarzyna II Wielka 1796 |
| Cesarz Rzymski (niemiecki)     | - 1792 Franciszek II Habsburg 1806 |
| Kapitanowie Regenci San Marino | - 1793 Marino Giangi Felice Caroti 1794 - 1794 Marino Begni Antonio Capicchioni 1794 - 1794 Filippo Belluzzi Pier Vincenzo Giannini 1795 |
| Elektor Saksonii               | - 1763 Fryderyk August III 1806 |
| Król Sardynii                  | - 1773 Wiktor Amadeusz III 1796 |
| Król Szwecji                   | - 1792 Gustaw IV Adolf 1809 |
| Król Tajlandii                 | - 1782 Buddha Yodfa Chulalok 1809 |
| Sułtan Turków                  | - 1789 Selim III 1807 |
| Prezydent USA                  | - 1789 George Washington 1797 |
| Doża Wenecji                   | - 1789 Ludovico Manin 1797 |
| Król Węgier                    | - 1792 Franciszek 1835 |
| Monarcha Wielkiej Brytanii     | - 1760 Jerzy III 1820 |
| Premier Wielkiej Brytanii      | - 1783 William Pitt Młodszy 1801 |
| Cesarz Wietnamu                | - 1792 Cảnh Thịnh 1802 |

Rok 1794 / MDCCXCIV
stulecia: XVII wiek ~
XVIII wiek ~
XIX wiek

lata: 1784 «
1789 «
1790 «
1791 «
1792 «
1793 «
1794
» 1795
» 1796
» 1797
» 1798
» 1799
» 1804

## Wydarzenia w Polsce
- 7 stycznia – na skutek presji carycy Katarzyny II Rada Nieustająca unieważniła Order Virtuti Militari i zakazała jego noszenia.
- Marzec – Rada Nieustająca na żądanie ambasadora rosyjskiego nakazała zmniejszenie liczebności armii polskiej o 50%.
- 1 marca – w Teatrze Narodowym w Warszawie odbyła się premiera opery Cud mniemany, czyli Krakowiacy i Górale Wojciecha Bogusławskiego i Jana Stefaniego.
- 6 marca – Filip Nereusz Lichocki został prezydentem Krakowa.
- 12 marca – gen. Antoni Józef Madaliński nie podporządkował się rozkazom o redukcji oddziałów i wyruszył z Ostrołęki na Kraków, co dało początek powstaniu kościuszkowskiemu.
- 24 marca – insurekcja kościuszkowska: Tadeusz Kościuszko złożył przysięgę na krakowskim rynku i został naczelnikiem powstania narodowego.
- 4 kwietnia – insurekcja kościuszkowska: zwycięstwo wojsk polskich nad rosyjskimi w bitwie pod Racławicami.
- 7 kwietnia – do Krakowa wprowadzono 12 rosyjskich armat zdobytych w bitwie pod Racławicami.
- 8 kwietnia – Tadeusz Kościuszko mianował Bartosza Głowackiego chorążym regimentu grenadierów krakowskich, w nagrodę za bohaterstwo wykazane w bitwie pod Racławicami.
- 13 kwietnia – kardynał Laurentius Litta został nuncjuszem apostolskim w Polsce.
- 17 kwietnia – insurekcja kościuszkowska: wybuch powstania w Warszawie, pod wodzą Jana Kilińskiego.
- 22 kwietnia:
  - powołano Sąd Kryminalny Księstwa Mazowieckiego.
  - insurekcja kościuszkowska: rozpoczęła się insurekcja wileńska.
- 24 kwietnia:
  - insurekcja wileńska: powstała Rada Najwyższa Rządowa Litewska.
  - Michał Wohlman został prezydentem Krakowa.
- 25 kwietnia – z wyroku powołanego przez Najwyższą Radę Tymczasową Wielkiego Księstwa Litewskiego sądu kryminalnego, został w Wilnie powieszony hetman wielki litewski Szymon Marcin Kossakowski.
- 26 kwietnia – ukazało się pierwsze wydanie Gazety Wolnej Warszawskiej, oficjalnego organu insurekcji kościuszkowskiej.
- 27 kwietnia – insurekcja kościuszkowska: zwycięstwo wojsk litewskich w bitwie pod Niemenczynem.
- 5 maja – insurekcja kościuszkowska: przeważające siły rosyjskie pod dowództwem gen. mjr. Fiodora Denisowa osaczyły pod Połańcem armię powstańczą maszerującą na Warszawę. Oddziały Naczelnika Siły Zbrojnej Tadeusza Kościuszki zamknęły się w obozie warownym, w którym przebywały do 16 maja, gdy idąca z odsieczą dywizja gen. mjr Jana Grochowskiego zmusiła Rosjan do zwinięcia blokady i wycofania się na zachód.
- 7 maja:
  - Tadeusz Kościuszko wydał uniwersał połaniecki znoszący poddaństwo osobiste chłopów, zakazujący ich rugowania z gruntu oraz zmniejszający wymiar pańszczyzny; był to ostatni akt prawny I Rzeczypospolitej.
  - insurekcja kościuszkowska: bitwa pod Polanami.
- 9 maja – w czasie insurekcji kościuszkowskiej w Warszawie wykonano wyrok śmierci na przywódcach targowicy: Józefie Ankwiczu, Józefie Kazimierzu Kossakowskim, hetmanie Piotrze Ożarowskim, hetmanie Józefie Zabielle.
- 10 maja – insurekcja kościuszkowska: Tadeusz Kościuszko powołał Radę Najwyższą Narodową, która miała pełnić funkcje cywilnej władzy powstania.
- 13 maja – insurekcja kościuszkowska: przebywające w warownym obozie pod Połańcem wojska powstańcze odparły atak oddziałów rosyjskich gen. mjr. Fiodora Denisowa.
- 16 maja – insurekcja kościuszkowska: król Prus Fryderyk Wilhelm II ogłosił przystąpienie do walki z powstaniem.
- 20 maja – wybuchł pożar Mikołowa, największy w historii miasta.
- 27 maja – insurekcja kościuszkowska: zwycięstwo Rosjan w bitwie pod Lipniszkami.
- 31 maja – insurekcja kościuszkowska: w Krakowie został ścięty za zdradę katolicki duchowny Maciej Dziewoński.
- Czerwiec – Kurlandia przyłączyła się do insurekcji.
- 6 czerwca – insurekcja kościuszkowska: klęska wojsk powstańczych pod Szczekocinami.
- 8 czerwca – insurekcja kościuszkowska: oddziały generała Józefa Zajączka, które miały za zadanie utrzymać obronę na linii Bugu, zostały pobite pod Chełmem przez wojska rosyjskie.
- 15 czerwca:
  - insurekcja kościuszkowska: komendant Krakowa Ignacy Wieniawski bez walki poddał miasto Prusom.
  - ponownie Maciej Bajer został prezydentem Krakowa (poprzednio prezydent w 1792).
- 17 czerwca – insurekcja kościuszkowska: Rada Najwyższa Narodowa powołała Sąd Najwyższy Kryminalny.
- 24 czerwca – insurekcja kościuszkowska: zwycięstwo powstańców nad wojskiem pruskim w bitwie pod Osowcem.
- 26 czerwca – insurekcja kościuszkowska: klęska wojsk powstańczych w bitwie pod Sołami.
- 28 czerwca:
  - insurekcja kościuszkowska: mieszkańcy Warszawy wtargnęli do więzień skąd wywlekli i dokonali samosądów na pozostałych przy życiu przywódcach konfederacji targowickiej i osobach posądzanych o zdradę: biskupie wileńskim Ignacym Jakubie Massalskim, kasztelanie przemyskim Antonim Czetwertyńskim, pośle do Turcji Karolu Boscamp-Lasopolskim, szambelanie Stefanie Grabowskim, instygatorze koronnym Mateuszu Roguskim, szpiegu rosyjskim Marcelim Piętce, adwokacie Michale Wulfersie i instygatorze sądów kryminalnych Józefie Majewskim.
  - w Lipawie ogłoszono akt powstania Księstwa Kurlandzkiego.
- Lipiec – insurekcja kościuszkowska: rozpoczęło się oblężenie Warszawy przez wojska pruskie i rosyjskie.
- 1 lipca – w Warszawie ukazał się pierwszy polski dziennik informacyjny Gazeta Rządowa.
- 9 lipca – insurekcja kościuszkowska: rozpoczęła się bitwa pod Gołkowem.
- 10 lipca – insurekcja kościuszkowska: stoczono bitwy pod Błoniem, Kolnem, Rajgrodem i Raszynem.
- 13 lipca – insurekcja kościuszkowska: wojska rosyjsko-pruskie rozpoczęły oblężenie Warszawy.
- 19 lipca – insurekcja kościuszkowska: Rosjanie rozpoczęli szturm na Wilno.
- 29 lipca – insurekcja kościuszkowska: zwycięstwo powstańców w bitwie pod Sałatami.
- 1 sierpnia – insurekcja kościuszkowska: rozpoczęła się bitwa pod Słonimem.
- 11 sierpnia – insurekcja kościuszkowska: Wilno poddało się.
- 12 sierpnia – insurekcja kościuszkowska: wojska rosyjskie wkroczyły do Wilna.
- 16 sierpnia – w Warszawie, w czasie insurekcji kościuszkowskiej, wprowadzono do obiegu pierwsze polskie banknoty.
- 20 sierpnia – insurekcja kościuszkowska: wybuchło powstanie wielkopolskie.
- 23 sierpnia – insurekcja kościuszkowska: powołano Sąd Kryminalny Wojskowy.
- 4 września – insurekcja kościuszkowska: zwycięstwo Rosjan w bitwie pod Lubaniem.
- 6 września – insurekcja kościuszkowska: zakończyło się oblężenie Warszawy. Rankiem armia pruska Fryderyka Wilhelma II opuściła obóz na Woli i odmaszerowała na zachód.
- 17 września – insurekcja kościuszkowska: zwycięstwo Rosjan w bitwie pod Krupczycami.
- 18 września – insurekcja kościuszkowska: Rada Najwyższa Narodowa postanowiła zamienić pospolite ruszenie włościan na pobór: 1 rekruta z 10 domów i konia jezdnego z 50 domów.
- 19 września – insurekcja kościuszkowska: klęska dywizji Karola Sierakowskiego w bitwie pod Terespolem.
- 25 września – insurekcja kościuszkowska: gen. Jan Henryk Dąbrowski wkroczył do Gniezna.
- 28 września – insurekcja kościuszkowska: rozpoczęła się bitwa pod Łabiszynem.
- 29 września – insurekcja kościuszkowska: zwycięstwo Polaków w bitwie pod Łabiszynem.
- 2 października – insurekcja kościuszkowska: Jan Henryk Dąbrowski pokonał Prusaków w bitwie pod Bydgoszczą.
- 10 października – klęska wojsk powstańczych pod Maciejowicami. Tadeusz Kościuszko dostał się do niewoli.
- 12 października – Tomasz Wawrzecki został mianowany Naczelnikiem Państwa jako następca Tadeusza Kościuszki.
- 16 października – Tomasz Wawrzecki został zaprzysiężony jako najwyższy naczelnik insurekcji kościuszkowskiej.
- 26 października – insurekcja kościuszkowska: doszło do bitwy pod Kobyłką, w czasie ofensywy Suworowa na Warszawę.
- 4 listopada – wkroczenie wojsk Suworowa i Fersena do Warszawy. Szturm na Pragę i rzeź ludności.
- 5 listopada – kapitulacja wojsk broniących Warszawę.
- 9 listopada – wojska rosyjskie wkroczyły do Warszawy.
- 16 listopada – pod Radoszycami skapitulował ostatni oddział powstańczy insurekcji kościuszkowskiej. Koniec insurekcji.
- 6 grudnia – Hugo Kołłątaj został aresztowany przez Austriaków w Radymnie.

## Wydarzenia na świecie
- 21 stycznia – rewolucja francuska: rozpoczęła się brutalna pacyfikacja powstania w departamencie Wandea w zachodniej Francji.
- 4 lutego – rewolucyjny Konwent Narodowy zniósł dekretem niewolnictwo we Francji i jej koloniach.
- 11 lutego – pierwsza sesja Senatu Stanów Zjednoczonych otwarta dla publiczności.
- 15 lutego – przyjęto obecny wzór flagi Francji.
- 26 lutego – spłonął zamek Christiansborg w Kopenhadze; siedziba duńskich królów.
- 4 marca – została uchwalona 11. poprawka do Konstytucji Stanów Zjednoczonych, dotycząca prawa występowania z powództwem wobec indywidualnych stanów.
- 7 marca – rewolucja francuska: poeta André de Chénier został aresztowany przez agentów Komitetu Ocalenia Publicznego.
- 14 marca – Eli Whitney opatentował odziarniarkę.
- 24 marca – rewolucja francuska: Jacques-René Hébert, dziennikarz i przywódca hebertystów, został wraz ze swymi stronnikami ścięty na gilotynie.
- 27 marca – Kongres Stanów Zjednoczonych przyjął uchwałę o budowie sześciu okrętów, mających być trzonem tworzonej marynarki wojennej.
- 5 kwietnia – zgilotynowany z wyroku jakobińskiego Trybunału Rewolucyjnego został Georges Danton, były przywódca kordelierów, autor powiedzenia „Rewolucja, jak Saturn, pożera swe dzieci”.
- 12 kwietnia – rewolucja francuska: w Paryżu został zgilotynowany konstytucyjny arcybiskup miasta Jean-Baptiste Gobel.
- 1 maja – I koalicja antyfrancuska: zwycięstwo wojsk francuskich nad hiszpańsko-portugalskimi w bitwie pod Boulou.
- 7 maja – we Francji wprowadzono Kult Istoty Najwyższej, formalną religię państwową.
- 8 maja – rewolucja francuska: francuski fizyk i chemik Antoine Lavoisier został zgilotynowany z racji pełnienia funkcji poborcy podatkowego.
- 10 maja – rewolucja francuska: księżniczka Elżbieta Burbon została ścięta na gilotynie.
- 18 maja – I koalicja antyfrancuska: zwycięstwo wojsk francuskich w bitwie pod Tourcoing.
- 22 maja – I koalicja antyfrancuska: zwycięstwo wojsk austriacko-brytyjsko-hanowerskich nad francuskimi w bitwie pod Tournay.
- 1 czerwca – I koalicja antyfrancuska: floty brytyjska i francuska stoczyły drugą bitwę pod Ushant.
- 2 czerwca – armia francuska, jako pierwsza, wykorzystała aerostat do obserwacji pola walki (bitwa pod Maubeuge).
- 4 czerwca – wojska brytyjskie zdobyły Port-au-Prince na Haiti.
- 8 czerwca – w rewolucyjnej Francji odbyły się pierwsze i jedyne obchody Święta Istoty Najwyższej.
- 10 czerwca – rewolucja francuska: Francuski Konwent Narodowy uchwalił tzw. Prawo prairiala, co zapoczątkowało okres wielkiego terroru.
- 12 czerwca – rewolucja francuska: armia francuskich rewolucjonistów pod wodzą Jean-Baptiste Jourdana zajęła Charleroi.
- 16 czerwca – I koalicja antyfrancuska: zwycięstwo Austriaków i Holendrów w pierwszej bitwie pod Fleurus.
- 26 czerwca – I koalicja antyfrancuska: wojska rewolucyjnej Francji pokonały Austriaków w drugiej bitwie pod Fleurus.
- 30 czerwca – w Paryżu została zgilotynowana polska księżna Rozalia Lubomirska.
- 13 lipca – I koalicja antyfrancuska: Francuzi pokonali wojska koalicji pod Tripstadt.
- 17 lipca – w Paryżu zgilotynowano 16 karmelitanek z Compiègne.
- 27 lipca – w wyniku przewrotu (zwanego przewrotem 9 thermidora) aresztowano Maksymiliana Robespierre’a.
- 28 lipca – zgilotynowano Robespierre’a i jego współpracowników.
- 20 sierpnia – wojska amerykańskie pokonały Indian Miami w bitwie pod Fallen Timbers.
- 2 października – rewolucja francuska: armia francuska rozbiła Austriaków w bitwie pod Aldenhoven.
- 10 października – w Paryżu założono Conservatoire National des Arts et Métiers, najstarsze na świecie, muzeum typu technicznego.
- 19 listopada – USA i Wielka Brytania podpisały tzw. traktat Jaya.

## Urodzili się
- 7 stycznia – Heinrich Wilhelm Schott, austriacki botanik (zm. 1865)
- 16 stycznia – Antoni Oleszczyński, polski grafik, autor miedziorytów i stalorytów (zm. 1879)
- 8 lutego – Friedlieb Ferdinand Runge, niemiecki chemik, odkrywca kofeiny
- 13 lutego – Aleksander Brodowski, polski ziemianin, działacz gospodarczy, polityk (zm. 1865)
- 14 marca – Józef Bem, polski generał (zm. 1850)
- 7 kwietnia – Giovanni Battista Rubini, włoski tenor (zm. 1854)
- 11 kwietnia – Edward Everett, amerykański polityk, pedagog, senator ze stanu Massachusetts (zm. 1865)
- 13 kwietnia – Karl August Groddeck, niemiecki polityk, nadburmistrz Gdańska (zm. 1877)
- 19 kwietnia – Leopold August Leo, polski okulista pochodzenia żydowskiego (zm. 1868)
- 27 maja – Cornelius Vanderbilt, amerykański przedsiębiorca, głowa sławnej rodziny Vanderbiltów (zm. 1877)
- 25 lipca - Amalie Sieveking, niemiecka filantropka (zm. 1859)
- 14 sierpnia – Michał Baliński, polski historyk, pisarz, publicysta i działacz oświatowy (zm. 1864)
- 29 sierpnia – Léon Cogniet, francuski malarz akademicki i pedagog (zm. 1880)
- 29 września – Ignacy Chodźko, polski powieściopisarz i sławny gawędziarz (zm. 1861)
- 6 listopada – Konstantin Thon (ros. Константин Андреевич Тон), rosyjski architekt, twórca stylu bizantyjsko-rosyjskiego (zm. 1881)
- 29 listopada – Feliks Breański, polski i turecki generał (zm. 1884)
- data dzienna nieznana: 
  - Marek Chŏng Ŭi-bae, koreański męczennik, święty katolicki (zm. 1866)
  - Benedykta Hyŏng Kyŏng-nyŏn, koreańska męczennica, święta katolicka (zm. 1839)
  - Barbara Kwŏn Hŭi, koreańska męczennica, święta katolicka (zm. 1839)

## Święta ruchome
- Tłusty czwartek: 27 lutego
- Ostatki: 4 marca
- Popielec: 5 marca
- Niedziela Palmowa: 13 kwietnia
- Wielki Czwartek: 17 kwietnia
- Wielki Piątek: 18 kwietnia
- Wielka Sobota: 19 kwietnia
- Wielkanoc: 20 kwietnia
- Poniedziałek Wielkanocny: 21 kwietnia
- Wniebowstąpienie Pańskie: 29 maja
- Zesłanie Ducha Świętego: 8 czerwca
- Boże Ciało: 19 czerwca